# Adrián Scifo
Adrián Scifo, né le 10 octobre 1987 à Monte Caseros en Argentine, est un footballeur argentin. Il évolue au poste d'arrière droit.

## Biographie
Adrián Scifo joue en Argentine et au Chili, notamment avec les clubs du Quilmes AC et de l'Unión Española.